# ベター・コール・ソウル
『ベター・コール・ソウル』（Better Call Saul）は、ヴィンス・ギリガンの制作によるアメリカAMCのテレビドラマシリーズである。同じくヴィンス・ギリガンによるドラマシリーズである『ブレイキング・バッド』に登場する弁護士ソウル・グッドマンを主役としたスピンオフである。

## 概要
物語はソウルが『ブレイキング・バッド』に登場する6年前の2002年から始まる。本名のジミー・マッギルで活動していた貧乏弁護士ソウル・グッドマンと、フィラデルフィアの警官を引退しアルバカーキに移ったマイク・エルマントラウトが主要な登場人物となる。『ブレイキング・バッド』に登場したトゥコやヘクターなどの人物が絡み、ジミーとマイクの背景が描かれる。『ブレイキング・バッド』後にジミー(ソウル)が逃亡し、偽名でシナボン店長を務める様子も白黒の映像で挿入される。
2015年2月8日から AMCでシーズン1が、2016年2月15日からシーズン2が、2017年4月10日からシーズン3が放送された。2018年8月6日からシーズン4が放送された。2020年2月23日からシーズン5が放送された。2022年4月18日からはシーズン6の前半7エピソードが、2022年7月11日からは後半6エピソードが放送され、同年8月15日に放送された最終話をもってブレイキング・バッドシリーズは完結となった。
日本ではシーズン1が2015年9月1日からNetflixで"Netflixオリジナル番組"として一括配信され、2015年12月2日にはDVDとブルーレイが発売された。シーズン2以降はアメリカでの各エピソード放送翌日にNetflixで配信された。シーズン2のDVD/ブルーレイは2016年12月21日に発売された。
スーパー!ドラマTVおよびAmazonプライムビデオにおいて、Netflix Originalの表記なしでそれぞれ放送/配信されている。
なお、字幕などではスペイン語の「LL」の発音を南米風の「ジャ」行としている（例：ロス・ポジョス）がこれはごく一部の国に限られた発音（ジェイスモ）で、物語の舞台のアメリカ在住ラティーノを含む北中米では「ヤ」で発音され、本作中でも明らかに「ロス・ポヨス」と聞こえるので、ここでは「ヤ」に統一する。

## 登場人物

### メインキャスト
- ソウル・グッドマン（Saul Goodman）
  - 演 - ボブ・オデンカーク、日本語吹替 - 安原義人
  - 本作の主人公。アイルランド系アメリカ人で、本名はジェイムズ・"ジミー"・マッギル（James "Jimmy" McGill） [4]。イリノイ州シセロで生まれ育つ。物語開始時点ではネイルサロン店の片隅に”ジェイムズ・マッギル法律事務所”を開き、刑事事件の公選弁護を主な業務とする貧乏弁護士。若いころのあだ名は"滑りのジミー"。シカゴで友人と詐欺行為をした後に兄チャックに救われ、アルバカーキの兄の弁護士事務所”ハムリン・ハムリン・マッギル（略称:HHM）”で郵便係をしながらアメリカ領サモア大学で学び弁護士資格を得る。資格を得た当初はチャックと同じHHMで働くことを希望するも雇用されず、事務所をやりくりしながら同時期に体調を崩したチャックの介護も行っていた。弱者や老人をいたわり暴力を嫌う精神性はあるものの、規則のある環境が性に合わず悪知恵を働かせ自らトラブルを起こしていく気質で、他人や場を支配することを楽しむ性格。偶然からサラマンカ一族と接点を持ち、麻薬ギャングと関係を形成してしまう。ある時からソウル・グッドマンを名乗る。
  - 『ブレイキング・バッド』以降はネブラスカ州オマハに逃亡する。現地でジーン・タカヴィクを名乗り、シナボン店長として働く。

- マイケル・"マイク"・エルマントラウト（Michael "Mike" Ehrmantraut）
  - 演 - ジョナサン・バンクス、日本語吹替 - 有本欽隆（シーズン1-3）→菅生隆之（シーズン4以降）
  - 元フィラデルフィア市警官で裁判所の駐車場管理人。ソウルと同様、『ブレイキング・バッド』に登場するキャラクターの一人。寡黙で老齢ながら腕が立つのはBBと同じだが、無用な人死にを避けようとする節があり、まだ悪に染まり切っていない。汚職に立ち向かい暗殺された息子の復讐をしたのちに、義娘と孫と共にアルバカーキに移住する。当初は義娘たちの生活費を工面するべく裏稼業に手を出していたが、サラマンカを共通の敵として持つフリングに興味を持たれる。

- キンバリー・"キム"・ウェクスラー（Kimberly "Kim" Wexler）
  - 演 - レイ・シーホーン、日本語吹替 - 朴璐美
  - ハムリン・ハムリン・マッギル弁護士事務所(HHM)で働く女性弁護士。ネブラスカ州出身。ジミーの親友であり後の妻。ジミーと同じくHHMの郵便部門から弁護士資格を取得しており、ジミーとは当時から同僚。郵便部門を含めたHHMの在籍期間は10年以上。弁護士として優秀な才能を発揮し周囲からは将来を嘱望される一方、ジミーと同調して”いたずら”を楽しむ二面性をもち、お互いの影響について苦悩する。

- ハワード・ハムリン（Howard Hamlin）
  - 演 - パトリック・ファビアン（英語版）、日本語吹替 - 井上和彦
  - 自分の父親とチャックとの3人でHHMを創設したHHMのパートナー弁護士。既婚男性でゴルフが趣味。周囲に対して笑みを崩さない人物で、チャックの病気療養中も父から受け継いだ会社を最優先に考え行動する。チャックを強く敬愛しており、チャックが掲げた方針を会社の方針としてそのまま採用することが多い。

- チャールズ・"チャック"・マッギル（Charles "Chuck" McGill）
  - 演 - マイケル・マッキーン、日本語吹替 - 羽佐間道夫
  - ソウルの兄。ペンシルベニア大学卒業。HHMの創設者の一人でパートナー。優秀な弁護士で法曹界における有名人だが、妻と別れた時期(あるいはジミーが弁護士になった時期)に電磁波アレルギーを発症し休職、自宅で隠遁生活を送るようになる。弟に対しては嫉妬と軽蔑を抱え、次第に確執を生む。

- イグナシオ・"ナチョ"・ヴァルガ（Ignacio "Nacho" Varga）
  - 演 - マイケル・マンド、日本語吹替 - 青山穣
  - トゥコ・サラマンカの手下。ヘクターが父親をドラッグビジネスに巻き込もうとしたことでサラマンカ一族に反感を覚え、フリングに内通する。

- エドゥアルド・"ラロ"・サラマンカ（Eduardo "Lalo" Salamanca）
  - 演 - トニー・ダルトン（英語版）、日本語吹替 - 志賀麻登佳
  - ヘクターに代わって麻薬ビジネスを仕切るサラマンカ一族の冷酷非道な男。

- グスタボ・"ガス"・フリング（Gustavo "Gus" Fring）
  - 演 - ジャンカルロ・エスポジート、日本語吹替 - 堀内賢雄
  - ファストフード店「ロス・ポヨス・エルマノス」の経営者で麻薬密売組織の元締め。南米チリ出身のチリ系アメリカ人[5]。ヘクターと敵対する。

### その他のキャスト
- ドクター・カルデラ（Doctor Caldera）
  - 演 - Joe DeRosa
  - 闇社会につながりを持つ獣医。
- トゥコの祖母
  - 演 - ミリアム・コロン（英語版）
- クレイグ・ケトルマン（Craig Kettleman）
  - 演 - ジェレミー・シャモス（英語版）
  - 郡の出納役。160万ドルの公金横領の罪に問われている。
- ベッツィー・ケトルマン（Betsy Kettleman）
  - 演 - ジュリー・アン・エメリー
  - クレイグの妻。
- ステイシー・エルマントラウト（Stacey Ehrmantraut）
  - 演 - ケリー・コンドン、日本語吹替 - 衣鳩志野
  - マイクの息子の妻。夫の死によるストレスで強迫症を起こしている。
- ラースとキャル（Lars and Cal）
  - 演 - スティーヴン・レヴィン、ダニエル・スペンサー・レヴィン
  - 双子のスケートボードの当たり屋。
- ミセス・グエン（Mrs. Guen）
  - 演 - アイリーン・フォガーティ（英語版）
  - ネイルサロンのオーナー。ベトナム系アメリカ人。ネイルサロンの裏にある部屋をジミーに貸す。
- ビル・オークリー（Bill Oakley）
  - 演 - Peter Diseth
  - ジミーとしばしば対立する地区検事捕。後に弁護士に転向。
- マルコ（Marco）
  - 演 - メル・ロドリゲス（英語版）
  - シセロに住む、ジミーの親友で詐欺師。
- クリフォード・メイン（Clifford Main）
  - 演 - エド・ベグリー・ジュニア、日本語吹替 - 佐々木睦
  - デイヴィス&メイン(D&M)弁護士事務所のパートナー。
- プライス（Price）
  - 演 - マーク・プロクシュ（英語版）
  - 製薬会社のIT技術者。麻薬ビジネスに関与（医薬品を横流し）しており、マイクをボディガードとして雇う。裏社会の常識を知らない素人。
- エルネスト（Ernest）
  - 演 - ブランドン・K・ハンプトン
  - ジミーとキムの郵便係時代の同僚で友人。ジミーが去った後、HHMがチャックの世話係に転属させた。
- マンシンガー判事（Judge Munsinger）
  - 演 - イーサン・フィリップス
  - キムの担当する刑事裁判の裁判官。
- ヴェルナー・チーグラー（Werner Ziegler）
  - 演 - ライナー・ボック
  - ドイツ人の建設技術者にして現場監督。フリングに雇われクリーニング店地下の工事を行う。
- ケヴィン・ワクテル（Kevin Wachtell）
  - 演 - レックス・リン
  - 地方銀行メサ・ヴェルデの社長。傲岸不遜な性格。
- シェリル・ハムリン（Sherrill Hamlin）
  - 演 - サンドリーヌ・ホルト
  - ハワードの妻。

### ブレイキング・バッドにも登場するキャスト

#### サラマンカ・ファミリー
- トゥコ・サラマンカ（Tuco Salamanca）
  - 演 - レイモンド・クルス
  - ヘクターの甥のギャング。気が短く非常に暴力的な性格。
- ヘクター・“ティオ”・サラマンカ（Hector "Tio" Salamanca）
  - 演 - マーク・マーゴリス、日本語吹替 - 池田ヒトシ
  - サラマンカ一家のボスでトゥコの叔父。地域の麻薬組織の元締め。目的のためなら無関係の人物でさえ殺しを厭わない残忍な人物。表向きはアイスクリーム屋「ウインクするギリシャ人」を経営している。麻薬ビジネスに割り込もうとするガスと敵対する。
- レオネル&マルコ兄弟（Leonel and Marco）
  - 演 - ダニエル・モンカダ（英語版）、ルイス・モンカダ（英語版）
  - トゥコ・サラマンカのいとこで双子の兄弟。
- ドミンゴ・"クレイジー・エイト"・モリーナ（Domingo "Krazy-8" Molina）
  - 演 - マックス・アルシニエガ（英語版）
  - サラマンカ・ファミリーの麻薬の売人。

#### ガスの仲間
- ヴィクター（Victor）
  - 演 - ジェレミア・ビツイ（英語版）、日本語吹替 - 長谷川敦央
  - ガスの手下。
- タイラス・キット（Tyrus Kitt）
  - 演 - Ray Campbell
  - ガスの手下。
- リディア・ロダルテ・クエール（Lydia Rodarte-Quayle）
  - 演 - ローラ・フレイザー
  - ガスの協力者でマドリガル社の重役。
- ゲイル・ベティカー（Gayle Boetticher）
  - 演 - デヴィッド・コスタビル
  - ガスの知己の化学者。

#### ジミーの周辺
- フランチェスカ（Francesca）
  - 演 - ティナ・パーカー（英語版）
  - ジミーとキムが雇う受付。BBではソウルの弁護士事務所の受付。
- ヒューエル・バビノー（Huell Babineaux）
  - 演 - ラヴェル・クロフォード
  - スリによる逮捕歴を持つ巨漢の黒人。BBではソウルの警備員。
- アイラ（Ira）
  - 演 - フランク・ロス
  - ジミーが雇う窃盗犯。BBではウォルターと取引する害虫駆除業者。
- ハンク・シュレイダー（Hank Schrader）
  - 演 - ディーン・ノリス 、日本語吹替 - 木村雅史
  - DEA（麻薬取締局）のエージェント。ウォルター・ホワイトの義弟。
- スティーヴン・ゴメス（Steven Gomez）
  - 演 - スティーヴン・マイケル・ケサダ
  - ハンクのDEAの同僚で相棒。
- ウォルター・ホワイト（Walter White）
  - 演 - ブライアン・クランストン、日本語吹替 - 牛山茂
  - ソウルに資金洗浄を依頼する元高校化学教師の麻薬製造業者。
- ジェシー・ピンクマン（Jesse Pinkman）
  - 演 - アーロン・ポール、日本語吹替 - 茂木たかまさ
  - ウォルターの元生徒で麻薬製造のパートナー。

#### 麻薬カルテル
- ドン・エラディオ（Don Eladio）
  - 演 -スティーヴン・バウアー
  - サラマンカ一家およびガスを配下に置く麻薬カルテルのボス。
- ホアン・ボルサ（Joan Borsa）
  - 演 - ハビエル・グラヘダ（フランス語版）
  - ドン・エラディオに仕える麻薬カルテルの大物幹部。

#### その他
- ケン・ウィンズ（Ken Wins）
  - 演 - カイル・ボーンハイマー
  - 株式トレーダー。
- サクストン巡査（Officer Saxton）
  - 演 - ストーニー・ウェストモアランド
  - アルバカーキの警官。
- エド（Ed）
  - 演 - ロバート・フォスター
  - 表向きは掃除機を販売する人消し屋。BBではジミーの失踪を幇助する。
- ウェンディ（Wendy）
  - 演 - ジュリア・ミネシ
  - ドラッグ依存症の娼婦。
- スプージ（Spooge）
  - 演 - David Ury
  - 麻薬依存症のギャング。『ブレイキング・バッド』ではATMで頭を潰される運命にある。
- マリー・シュレイダー（Marie Schrader）
  - 演 - ベッツィ・ブラント、日本語吹替 - 行成とあ
  - 亡きDEA捜査官ハンク・シュレイダーの妻、スカイラー・ホワイトの妹。

## あらすじ

### シーズン1のあらすじ
ブレイキング・バッドの6年前、ソウル・グッドマンは本名のジミー・マッギルを名乗る、アルバカーキの貧乏弁護士である。フラッシュバックにより、ジミーは大きな弁護士事務所HHMを経営する優秀な兄チャックの出来そこないの弟として、通信教育で弁護士資格を取る。チャックは電磁波過敏症を患ってひきこもり、ジミーは必死に二人の生活を支える。ジミーはサンドパイパー老人ホームの入居者が搾取されていることに気づき集団訴訟を起こすが、主導権をHHMに奪われる。フィラデルフィアの警官だったマイクは、亡き息子の妻と孫娘の住むアルバカーキに移り住む。
ブレイキング・バッドの後、逃亡したソウルは偽名ジーン・タカヴィクを使い、オマハでシナボンの店長として隠れ住む。

### シーズン2のあらすじ
ジミーはHHMに勤める恋人キムの口利きで大手の弁護士事務所に入るが、法と規則を逸脱しがちとなり馴染めないままに辞め、キムと一緒に独立する。ジミーを気に入らないチャックはことあるごとに妨害するが、ジミーは病気の兄を気にかける。ジミーは兄の書類を偽造して、キムのために大手の顧客メサ・ヴェルデの契約をHHMから横取りする。マイクはトゥコやヘクターに関わり、孫娘達を守るために次第に裏稼業に手を染め始める。

### シーズン3のあらすじ
ジミーはチャックの罠にかかって弁護士資格を1年間停止され、キムは多忙のための疲労で交通事故を起こす。現金を求めてサンドパイパーの早期和解を求めるが、HHMのハワードは補償金のつり上げを求めて応じない。ジミーとキムは共同事務所を閉じる。チャックはHHMからも弟からも孤立し、電磁波アレルギーの神経症は悪化して失火する。マイクは同じくヘクターを狙うガス・フリングと知り合う。ナチョは父親がドラッグビジネスに巻き込まれないよう、ヘクターの心臓発作を仕組む。

### シーズン4のあらすじ
チャックは焼死する。弁護士資格を停止されたジミーはセールスの仕事に就くが、後ろ暗い仕事をしないではいられない。ジミーはキムとの事務所の再開を夢見るが、キムは大手事務所S&Cに入ってメサ・ヴェルデの拡張計画のサポートと貧困者の刑事裁判の無償弁護を両立させる。チャックの病気をめぐるスキャンダルにより、HHMの経営は傾く。ジミーは渾身の演技で兄を賛美して弁護士資格を取り戻し、今後はソウル・グッドマンの名前を使うと決める。ガスは倒れたヘクターが不自由な身体で生きながらえるよう仕組んで彼の組織を弱め、ナチョを脅して内通者にし、呼び寄せたドイツ人たちをマイクに監督させて、密かにメス製造ラボを建設させる。マイクはホームシックになったドイツ人技師長ヴェルナーを殺さざるを得ない。ヘクターの甥のラロが組織の後を継ぎガスを妨害する。

### シーズン5のあらすじ
ジミーはソウル・グッドマンに改名し、キムと結婚するが、次第にサラマンカ・ファミリーとの関わりを深めて行く。ガスはナチョを内通者として、親友マックスを殺したサラマンカ・ファミリーへの復讐を進める。マイクはヴェルナーを殺した罪悪感に苦しみながらも、ガスの部下としての仕事を続ける。ラロは次第にガスとの対立を深め、マイクに逮捕を仕組まれるものの、ガスの店を焼き討ちさせて一矢報いる。ジミーはラロの弁護士となり、ラロをメキシコで始末しようとするガスの計らいで保釈させるが、保釈金を巡って命の危険にさらされる。ガスはナチョに手引きさせてメキシコでラロの暗殺を謀って失敗する。キムはS&Cを辞職して無償弁護に集中する一方、サンドパイパー裁判では時間をかけて高額の和解金を得ようとするハワードを資金難に陥れて早期に和解させようと、ジミーに持ち掛ける。

### シーズン6のあらすじ
ラロは殺されたふりをして、ドイツでヴェルナーによる工場建設の秘密を探る。ナチョは父の安全を求め、ガスからのラロ暗殺指示を隠すために自殺する。ガスとマイクはラロを警戒する。ラロを弁護したジミーにはギャングの顧客が増え、新しいオフィスを借りてフランチェスカを雇う。ジミーとキムは、ハワードの麻薬依存を偽装して陥れ、サンドパイパー訴訟を早期和解に導いて和解金を得る。ラロが二人の前に現れて、居合わせたハワードを射殺する。ラロは二人を使ってマイクら手下をおびき出し、工場の証拠をつかもうとするも、ガスに殺される。マイクはハワードの自殺を偽装する。キムはハワードの死を招いた罪悪感から弁護士を辞めてジミーのもとを去る。
『ブレイキング・バッド』後、オマハで身をひそめるジミーは、フロリダで暮らすキムに自首を勧められる。キムは、ハワードを陥れたこととその死を告白する供述書を提出する。ジミーは犯罪に手を染め、正体を知られて逮捕される。一度は有利な司法取引で7年の懲役に持ち込むも、キムの供述を聞いて考えを改め、すべての罪を認めて86年の懲役に甘んじる。

## エピソード
| シーズン | シーズン | 話数 | 話数          | 放送期間      | 放送期間      |
| シーズン | シーズン | 話数 | 話数          | 初回放送      | 最終回放送    |
| -------- | -------- | ---- | ------------- | ------------- | ------------- |
|          | 1        | 10   | 10            | 2015年2月8日  | 2015年4月6日  |
|          | 2        | 10   | 10            | 2016年2月15日 | 2016年4月18日 |
|          | 3        | 10   | 10            | 2017年4月10日 | 2017年6月19日 |
|          | 4        | 10   | 10            | 2018年8月6日  | 2018年10月8日 |
|          | 5        | 10   | 10            | 2020年2月23日 | 2020年4月20日 |
|          | 6        | 13   | 7             | 2022年4月18日 | 2022年5月23日 |
| 6        | 6        | 13   | 2022年7月11日 | 2022年8月15日 |               |

### シーズン1
| 話数 | 通算 | 邦題         | 原題                | 米国放送日    | 米国視聴者数 (百万人) |
| --- | ---- | ------------ | ------------------- | ------------- | --------------------- |
| 1 | 1    | 駆け出し     | Uno                 | 2015年2月08日 | 6.88                  |
| ブレイキング・バッドの出来事の後、ソウル・グッドマンはネブラスカ州オマハでジーンを名乗り、シナボンの店長として隠れ住んでいる。ある夜、ソウルは昔弁護士として作った"ベター・コール・ソウル"のCMのビデオを見る。 2002年、ジミー・マッギル(ソウルの本名)はニューメキシコ州アルバカーキで貧乏な国選弁護士をしている。ジミーはベトナム人経営のネイルサロンの裏の汚い倉庫に住み、電磁波アレルギーだと信じ込み隠遁生活を送る兄チャックの面倒を見ている。兄の代理として、兄が創設した弁護士事務所HHMのパートナーであるハワード・ハムリンに会い、HHMの現在の価値のうち兄の取り分である1700万ドルを要求するが相手にされない。160万ドルの横領を疑われている郡の出納役クレイグ・ケトルマンと妻のベッツィーに会い、弁護士として自分を雇うよう勧めるが、夫妻は代わりにHHMを雇う。困ったジミーは双子のスケートボーダーの当たり屋と謀ってベッツィー・ケトルマンに交通事故を仕組み、恩を着せて自分を雇わせようとする。車が停まった家を尋ねたジミーはトゥコ・サラマンカに銃を突きつけられる。 |      |              |                     |               |                       |
| 2 | 2    | トゥコ       | Mijo                | 2015年2月09日 | 3.42                  |
| 双子が間違えてトゥコの祖母の車に事故を仕組んだことがわかる。ジミーは交通事故の件で来た弁護士だとトゥコに言う。だが双子はすべてジミーの立てた計画だと白状する。トゥコは怒り、手下と共にジミーと双子を縛って砂漠に転がして追及する。ジミーは自分が弁護士であると納得させ、命を救われる。双子の足の骨を折らせる代わりに命を助け、救急病院に連れていく。トゥコの手下のナチョがジミーを訪ねて来て、ケトルマンの横領した金を盗もうと言い、手伝えと言う。ジミーは断るが、ナチョは電話番号を残して行く。 |      |              |                     |               |                       |
| 3 | 3    | ナチョ       | Nacho               | 2015年2月16日 | 3.23                  |
| フラッシュバックで、性犯罪者として有罪となる瀬戸際のジミーを、兄で弁護士のチャックが拘置所に訪ねる。チャックは、ジミーが全てから手を引けば助けると約束する。 2002年、ジミーは匿名でケトルマン夫妻に危険を警告するが、一家は失踪し、近所で目撃されたナチョが誘拐の疑いで逮捕される。ナチョはジミーが誰かに計画を漏らしたせいではめられたと疑い、無罪にしないと殺すと脅す。ジミーは夫妻が誘拐を偽装したと考え、立証しようとする。警察には相手にされないが、元警官で駐車場管理人のマイクは信じる。マイクの助言を聞き、ジミーは一家が近所のテントに隠れているのを見つけ、大金を持っているのを目にする。 |      |              |                     |               |                       |
| 4 | 4    | ヒーロー     | Hero                | 2015年2月23日 | 2.87                  |
| フラッシュバックで、シカゴ郊外のシセロにいた"滑りのジミー"は親友のマルコと偽物のローレックスの時計で詐欺を働く。 2002年、ジミーはケトルマン夫妻の弁護を申し出るが断られ、代わりに3万ドルを受ける。ケトルマン夫妻は戻り、ナチョは釈放される。ジミーがケトルマン夫妻に警告したと疑い、ナチョはジミーを脅す。ジミーはHHMそっくりの看板を立てる。ハワードは激怒し、取り外し命令を出させる。ジミーはハワードの横暴を訴えるため、大学の放送局に看板を取り外すところを取材させ、落下しかけた職人の救出を偽装して英雄になる。ジミーはチャックから新聞を隠すが、チャックは電磁波の苦痛に耐えながら外出して隣家の新聞を盗み、ジミーの行動を知る。 |      |              |                     |               |                       |
| 5 | 5    | 羊飼いの少年 | Alpine Shepherd Boy | 2015年3月02日 | 2.71                  |
| 隣家が警察を呼びチャックは逮捕され病院に収容される。チャックの電磁波アレルギーは心因性であることを医者が証明して精神病院に入れようとするが、ジミーは家で面倒を見る。有名になったジミーのもとには、妙な顧客ばかりが集まる。キムは老人専門の弁護士になってはどうかとジミーに助言し、ジミーは老人ホームで宣伝を始める。一方、マイクの家に大勢の警官がやって来る。 |      |              |                     |               |                       |
| 6 | 6    | 警官         | Five-O              | 2015年3月09日 | 2.57                  |
| フラッシュバックで、マイクは列車でアルバカーキ駅に着き、義理の娘のステーシーに迎えられる。マイクの息子で警官だったマティーが最近殺されたことが分かる。マイクは傷を負っており、獣医に治療を受ける。 2002年、マイクは2人の警官の殺人容疑で連行され、ジミーを弁護士として呼ぶ。マイクはジミーにコーヒーを刑事にこぼさせ、その隙にノートを盗む。ノートを読んだマイクは、ステーシーが警察に通報したことを知る。マイクはステーシーを問い詰め、マティーは潔白な警官だったと言う。 フラッシュバックで、フィラデルフィアにいるマイクは外のパトカーに忍び込んだ後バーに入り、深酒の後に2人の警官ホフマンとフェンスキーに、「やっぱりお前らだったか」と言い、アルバカーキに引っ越すつもりだと言ってバーを出る。2人はパトカーにマイクを乗せ、マイクは2人がマティーを恐れて殺したのだろうと言う。2人は銃を取り上げてマイクを殺そうとするが、泥酔した振りをしていたマイクは後部座席に隠した別の銃を取り出して2人を殺す。 2002年、マイクはステーシーに、賄賂を受け取るようマティーに助言して破滅させたのは自分だと言う。仲間の警官が躊躇を見てとって、マティーを殺したのだと言う。 |      |              |                     |               |                       |
| 7 | 7    | ビンゴ       | Bingo               | 2015年3月16日 | 2.67                  |
| マイクとジミーは警察署に呼ばれノートを盗んだと責められるが、ジミーはノートを返して駐車場で見つけたと言う。翌日、ジミーはキムを新しく借りたオフィスに連れて行き、パートナーの地位を申し出るが断られる。HHMで、キムはケトルマン夫妻に、横領金を返し刑期を30年から16か月に短縮する司法取引を持ちかける。だが妻は拒否して夫と共にHHMを去る。ケトルマン夫妻はジミーに弁護を依頼する。ジミーはHHMに戻れと言うが、夫妻は司法取引を受けるためには、ジミーに渡した賄賂も必要になると言う。ハワードは顧客を失ったキムを格下げにする。その夜、ジミーはマイクを雇って横領金をケトルマン宅から盗み出させ、受け取った賄賂を加える。翌日、ジミーはケトルマン夫妻を訪ねて、横領金を地方検事に届けたと話し、キムの司法取引に応じさせる。ジミーは用意していた資金を無くし、新しいオフィスをあきらめる。 |      |              |                     |               |                       |
| 8 | 8    | RICO法       | RICO                | 2015年3月23日 | 2.87                  |
| フラッシュバックで、ジミーはHHMの郵便物室で働いている。キムに自分の弁護士資格試験結果を見てくれと頼み、キムは結果を見てキスをする。ジミーはチャックにも見せ、内緒でアメリカ領サモア大学の通信教育を受けたと言う。郵便物室では小さなパーティーが催されるが、ハワードは弁護士としてはジミーを雇わないと言う。 2002年、ハワードがケトルマンの司法取引成立の記者会見を開いている時、ジミーはサンドパイパー・クロッシング老人ホームにいる顧客を訪ねる。ジミーはサンドパイパーが顧客を搾取していることに気付き、かつて担当だったチャックに相談する。ジミーは再びサンドパイパーを訪ねるが放り出される。ジミーは深夜にサンドパイパーのゴミ捨て場をあさってシュレッダーにかけられた書類を拾い、チャックの家に持ち帰って書類を復元しようとするがはかどらずに寝てしまい、チャックが復元して搾取を証明する。ジミーはチャックの家でサンドパイパーの弁護士と会ってRICO法侵害の集団訴訟を起こすと脅し、チャックは2000万ドルを要求する。チャックは勝てそうだとジミーに言う。翌日、ジミーは書類をもってチャックの家に行くが居眠りし始める。チャックはジミーの車の書類を取りに無意識のまま外に出て、二人は驚愕する。マイクはステーシーから、孫ケイリーの子守を頼まれる。ステーシーにマティーが受け取った賄賂をどうすべきか相談され、使ってしまえばいいと言う。マイクは獣医に仕事の紹介を頼む。 |      |              |                     |               |                       |
| 9 | 9    | ピメント     | Pimento             | 2015年3月30日 | 2.38                  |
| チャックとジミーは公園のベンチに座り外の空気を楽しむ。ジミーは裁判所でサンドパイパーへの接近の権利を勝ち取る。チャックの家には膨大な書類がサンドパイパーから届けられ、チャックはHHMの助けが必要だとジミーを説得する。夜、チャックは外に出て電話をかける。チャックはエマージェンシーブランケットを内張りにしたスーツを着てジミーと共にHHMを訪れる。ハワードは案件を引き受け十分な報酬を払うが、ジミーは弁護団に入れないと言う。怒ったジミーはHHMとの取引を断って立ち去る。キムはハワードを責めるが、理由を説明されて沈黙する。キムはネイルサロンでジミーを待ちHHMの申し出を受けろと言い、ジミーを怒らせる。ジミーは充電したはずの携帯電話の電池が切れている理由に気づく。翌日、ジミーはチャックの家に行き、打ち合わせ前にハワードに電話をしただろうと責める。チャックがジミーを雇わないようにハワードに言ったこと、以前からジミーを弁護士として雇わないようにはからっていたことを知る。チャックはジミーが本物の弁護士ではないと罵倒し、怒ったジミーは一人で生きろとチャックに言って立ち去る。マイクは他の男たちと雇い主のプライスを待つ間、一人を倒し一人を追い返して、自分だけで仕事を引き受ける。マイクと雇い主はナチョと仲間たちに会い、ドラッグを売る。 |      |              |                     |               |                       |
| 10 | 10   | マルコ       | Marco               | 2015年4月06日 | 2.53                  |
| フラッシュバックで、ジミーはシセロで詐欺師仲間のマルコに別れを告げ、アルバカーキに引っ越すと言う。 現在、ジミーはハワードに会って2万ドルの手数料を受け取り、チャックに食料品などを届ける引き継ぎをする。老人ホームでビンゴを主催している時にジミーは悲しみに我を失い、シセロに戻って馴染みのバーでマルコに再会する。二人はよそ者のビジネスマンにコインの詐欺を働く。次の週も二人は詐欺を続ける。ある朝、ジミーは自分が老人専門の弁護士であり、兄のいるアルバカーキに戻らなければならないと言う。マルコはもう一回だけローレックスの詐欺をしようと言うが、詐欺の最中に心臓発作で死ぬ。マルコのピンクの指輪をはめて悲嘆にくれるジミーのところに、キムから電話が来る。サンタフェの大きな弁護士事務所のD&Mが集団訴訟に加わり、ジミーをパートナーとして雇うと言う。ジミーはアルバカーキに戻るが、D&Mとは会わない。ケトルマンの大金をなぜ返したのだろうとマイクに問いかけ、そのような良心は二度と持たないと言う。ローレックス詐欺の時にマルコが歌っていた『スモーク・オン・ザ・ウォーター』を歌いながら、ジミーは車で去る。 |      |              |                     |               |                       |

### シーズン2
| 話数 | 通算 | 邦題         | 原題       | 米国放送日    | 米国視聴者数 (百万人) |
| --- | ---- | ------------ | ---------- | ------------- | --------------------- |
| 1 | 11   | スイッチ     | Switch     | 2016年2月15日 | 2.57                  |
| 『ブレイキング・バッド』後、逃亡中のジミーはネブラスカ州オマハでシナボン店長ジーン・タカヴィクとして暮らすが、誤ってショッピングモールのゴミ収集庫に閉じ込められてしまう。やっと出られた時、"SG WAS HERE"の文句が壁に彫られている。 2002年、ジミーはデイヴィス&メインの雇用の申し出を辞退し、事務所を閉鎖して自由を楽しむ。キムはジミーを責めるが、ジミーは弁護士の仕事を辞めると言い張る。ジミーはキムと共に株トレーダーを騙してバーの代金を払わせる。興奮したキムはジミーと一夜を過ごす。一方、プライスはもはやボディガードは不要だと言ってマイクを首にする。マイクの不在をいいことに、ナチョはプライスの住所を盗み見る。プライスの家は空き巣に入られ、呼ばれた警察は状況を怪しんで、ソファーの裏の隠し場所を見つける。ジミーは気を変えてD&Mに雇われ、豪華なオフィスをもらう。 |      |              |            |               |                       |
| 2 | 12   | クリームパイ | Cobbler    | 2016年2月22日 | 2.23                  |
| ハワードはチャックを訪れてジミーがD&Mに勤めたと話す。マイクは盗まれたベースボールカードのことで警察に来たプライスに出くわす。マイクは警察が麻薬業者だと疑っているとプライスに警告し、自分がカードを見つけてやると言う。マイクはナチョを見つけ、隠れて麻薬を扱っていることをトゥコにばらすと脅す。ナチョはプライスのハマーと引き換えにカードを返す。チャックはHHMとD&Mの会議に現れてジミーを苛立たせる。マイクはジミーに電話をしてプライスへの疑いを解いてくれるよう頼み、ジミーは警察が見つけた隠し場所にはプライスの恥ずかしいビデオがあったと警察に納得させる。ジミーはプライスのビデオを実際に撮ったことをキムに話すが、キムは証拠の捏造は危険だと注意する。 |      |              |            |               |                       |
| 3 | 13   | テキサス     | Amarillo   | 2016年2月29日 | 2.20                  |
| ジミーはサンドパイパー老人ホームの入所者のバスに乗りこんで説得し、集団訴訟への参加の署名を集める。チャックはジミーの手法に疑問を投げかける。D&Mに推薦した自分の評判を心配したキムは、合法的に仕事を進めるようジミーに注意する。郵送による勧誘に埒があかないため、ジミーはTV CMを撮影し、勝手にCMを放送して大量の原告を集めるが、クリフは激怒する。一方、ステーシーは夜銃声らしき音を聞いたとマイクに話し、見張りをしたマイクは新聞配達の音であることを発見する。だがステーシーは弾痕をマイクに見せる。ナチョがマイクにある人物の始末を依頼してくる。 |      |              |            |               |                       |
| 4 | 14   | 丸腰         | Gloves Off | 2016年3月7日  | 2.20                  |
| ジミーはD&Mのパートナー達に無断でCMを放送した件を叱責されるが、クリフに処分を猶予される。キムはハワードとチャックにCMの事を黙っていたことを責められて降格される。ジミーはチャックの家に行き、自分が弁護士を辞める代わりにキムを元の地位に戻すよう求めるが、チャックは自分の関わりを認めない。ナチョはトゥコに自分の秘密のビジネスがばれるのを恐れてマイクにトゥコを暗殺するよう依頼する。マイクはカルテルが疑うことを心配して引き受けず、トゥコとの乱闘を仕組み警察を呼んで逮捕させ、数年間の刑務所暮らしに陥れる。ナチョはトゥコを殺さない理由を尋ねるがマイクは答えない。 |      |              |            |               |                       |
| 5 | 15   | レベッカ     | Rebecca    | 2016年3月14日 | 1.99                  |
| 過去、アルバカーキに来たばかりのジミーはチャックの家を訪ねて妻のレベッカに会い、気にいられるがチャックは面白くない。 現在、ジミーは書類部屋に降格されたキムに、HHMを訴えてはと持ちかけるが取り合われない。D&Mでジミーは同僚のエリンにつきまとわれ、クリフの差し金だと疑う。キムは元の弁護士の仕事に戻ろうともがくが報われない。チャックはキムに会い、かつてジミーが父親の店の金を使い込んだ事を話し、キムを元の仕事に戻すと約束する。マイクはトゥコの叔父ヘクターに会い、トゥコの銃が自分の物だと証言して刑期を短縮してくれれば5000ドル払うと申し出られる。 |      |              |            |               |                       |
| 6 | 16   | バリ・ハイ   | Bali Ha'i  | 2016年3月21日 | 2.11                  |
| 深夜ジミーは退屈して昔のネイルサロンの裏の事務所に行き、キムの留守番電話にバリ・ハイを録音する。相変わらず同僚につきまとわれて退屈な仕事を押し付けられる。キムは元の弁護士職に戻るがハワードに冷遇され、サンドパイパー側の弁護士事務所S&Cからヘッドハンティングの誘いを受ける。カモを見つけたキムはバーにジミーを呼び出し偽の投資話をして呑み代をおごらせる。マイクはヘクターに脅されて金を受け取り偽証を承諾する。 |      |              |            |               |                       |
| 7 | 17   | 風船人形     | Inflatable | 2016年3月28日 | 2.03                  |
| 過去、幼いジミーが父親の店で働いていると、ペテン師が父親を騙そうとする。ジミーは見破って父親に警告するが、人のいい父親は騙される。父親に失望してジミーはレジスターから金を盗む。 現在、ジミーはマイクに付き添って地方検事に会い、トゥコの持っていた銃はマイクの銃だと話す。ジミーはD&Mを退職しようとするが、契約金の返還を避けるために断念する。解雇された場合は返還しなくてもよいため、派手な服を着て奇矯な行動をとり、解雇されるよう仕向ける。ジミーは二人で事務所を開こうとキムに持ちかけるが断られ、元のネイルサロン裏の事務所に戻る。一方、マイクはステーシーに家を買うと約束し、ヘクターのレストランを見張る。キムはS&Cの面接を受けた後ジミーと会い、同じビルに別々の事務所を開いて経費を節約するという妥協案を持ちかける。 |      |              |            |               |                       |
| 8 | 18   | フィフィ     | Fifi       | 2016年4月4日  | 1.93                  |
| ジミーはキムの提案を受け入れ、共同で元歯科医院のオフィスを借りる。キムはHHMを辞職し、メサ・ヴェルデを最初の客にする。チャックは電気を切らずにメサ・ヴェルデを説得してHHMに引きとめるが倒れる。ジミーはチャックを見舞い、密かにメサ・ヴェルデの書類を改竄する。一方マイクはヘクターを怪しいガレージまで尾行し、車止めのスパイクを作り始める。 |      |              |            |               |                       |
| 9 | 19   | 大成功       | Nailed     | 2016年4月11日 | 2.06                  |
| マイクはスパイクでヘクターのトラックを止め、現金を盗む。だがマイクの期待に反して警察は動かない。ナチョはマイクの仕業を疑い、トラック運転手を助けた善人はヘクターに殺されたと言う。チャックはメサ・ヴェルデのために銀行委員会に出席するが、書類の誤りのために支店の開設は6週間遅れ、チャックはジミーの仕業を疑う。キムとジミーは事務所開設の準備をする。HHMに失望したメサ・ヴェルデはキムと契約する。チャックはジミーを責めるが、キムはジミーに味方する。その夜、キムはジミーの仕業であることを知っていて、チャックと敵対するなら細心の注意を払うべきとジミーに証拠隠滅をほのめかす。ジミーはコピー店に来て店員を買収し口を封じる。ジミーが見守る中、チャックもコピー店に来るが、倒れて頭を打つ。 |      |              |            |               |                       |
| 10 | 20   | 引き金       | Klick      | 2016年4月18日 | 2.26                  |
| 過去、チャックが見守る中で母親が最後にジミーの名を呼びながら他界する。 現在、ジミーはコピー店に入って救急車を呼ばせる。病院でチャックは、自分が倒れた直後にジミーが来たのは店員を買収したのだろうと責めるが、エルネストは自分がジミーに連絡したと嘘をついてかばう。ジミーとキムが病院でチャックのCTスキャナー検査を待っているとジミーのCMが流れる。チャックの検査結果は良好だが、昏睡状態に陥る。翌朝チャックは目覚め、ジミーが家に連れ帰る。マイクはライフルを買ってヘクターを狙うが、ナチョが邪魔になり撃てない。クラクションを聞いたマイクが車に戻ると、「やめろ」と書いた紙がワイパーにはさまれている。翌日ジミーはハワードから連絡を受け、急いでチャックの家に向かう。チャックは部屋を金属シートで覆い、書類の誤りを犯したので弁護士業から引退すると言う。チャックをなだめるため、ジミーは書類の偽造を認める。ジミーが去った後、チャックはテープレコーダーを取り出して録音を停止する。 |      |              |            |               |                       |

### シーズン3
| 話数 | 通算 | 邦題           | 原題       | 米国放送日    | 米国視聴者数 (百万人) |
| --- | ---- | -------------- | ---------- | ------------- | --------------------- |
| 1 | 21   | メイベル       | Mabel      | 2017年4月10日 | 1.81                  |
| 『ブレイキング・バッド』後、ジミーは万引き犯の逮捕を助けるが、弁護士を雇えと呼びかける。その後、シナボンの店長として働くジミーは突然卒倒する。 2002年、チャックは部屋から金属シートを外し、書類の偽造をした件でジミーを責める。かつてジミーに騙されてCM撮影に協力させられた軍人が訪れてCMを中止しろと脅す。マイクは車のガスキャップに仕掛けられた追跡装置を見つけて、同じ装置を入手して置き換える。元の装置の電池を消耗させたうえで待ち伏せる。夜何者かがガスキャップの交換に来て、新しい追跡装置の付いたガスキャップを持ち帰るのを確認して、マイクは追跡を始める。チャックはジミーが偽造を告白した録音をハワードに聞かせ、偶然を装ってエルネストにも聞かせる。 |      |                |            |               |                       |
| 2 | 22   | 目撃者         | Witness    | 2017年4月17日 | 1.46                  |
| マイクが追跡すると、追跡装置を渡された男が多くの場所を回ったのちにロスポヨス・レストランに追跡装置を置いて立ち去る。ジミーとキムは助手を雇う。マイクに頼まれてジミーはロスポヨスに偵察に行く。ジミーがマイクに何事もなかったと報告するところをガス・フリングが見守る。ヘクターの手下がロスポヨスに立ち寄り、追跡装置が再び動き始めてマイクが追う。マイクが道路の上でガスキャップを見つけると、その上に置かれた携帯電話が鳴る。エルネストは録音のことをキムに話し、キムはジミーに話す。チャック、ハワードと私立探偵が待ち構える中、兄の裏切りに怒ったジミーはチャックの家に来てテープを破壊する。 |      |                |            |               |                       |
| 3 | 23   | 乗りかかった船 | Sunk Costs | 2017年4月24日 | 1.52                  |
| ガスとマイクは話し合い、ガスはマイクを追跡せず、マイクはヘクターを殺さないことを合意する。だがガスはマイクがヘクターの麻薬商売を妨害することを容認し、マイクはヘクターの仲間のバリー・グッドマン医師からコカインを入手する。マイクはヘクターのトラックにコカインを浴びせかけ、メキシコ国境で麻薬犬が嗅ぎ当ててヘクターの手下が逮捕される。ジミーは警察に逮捕され、キムの弁護を断って自分自身を弁護し、保釈される。チャックは担当検事ヘイに会う。ジミーはキムに、罪を認めれば裁判と実刑は逃れるが弁護士資格をはく奪されるだろうと言う。キムはジミーをチャックの罠から救い出すと言う。 |      |                |            |               |                       |
| 4 | 24   | サブロシート   | Sabrosite  | 2017年5月1日  | 1.56                  |
| ヘクターはドン・エラディオに上納金を持参するが、ガスの送ったホアン・ボルサがはるかに上回る上納金を持ち込んだことで面目を失う。マイクによって輸送経路を絶たれたヘクターは、ロスポヨスに現れて自分のドラッグの輸送を請け負えとガスを脅す。マイクはガスの礼金を断り駐車場の管理人を続ける。ジミーはマイクにドアの修理屋を装わせてチャックの家の内部の写真を撮らせる。ガスはマイクに会って将来雇いたいと言い、ヘクター殺しを阻止したのは頭に弾丸を打ち込むことが生ぬるいからだと説明する。ジミー、キム、ハワード、チャックはジミーの供述書の最終提出に立ち会う。その後、キムはチャックを問い詰め、オリジナルのテープをジミーの弁護士資格を問う査問委員会に提出するつもりだと聞き出す。だがこれはキムとジミーの予想通りである。 |      |                |            |               |                       |
| 5 | 25   | まやかし       | Chicanery  | 2017年5月8日  | 1.76                  |
| フラッシュバックで、チャックはレベッカを自宅のディナーに招き、電磁波アレルギーを隠すために停電を装う。だがレベッカが携帯電話にでたときに、チャックはパニックになって電話を叩き落す。チャックは理由を説明せず、ジミーにも真相を明かすことを禁じる。 現在、ジミーの弁護士資格を問う査問委員会が開かれる、ジミーの告白のテープが再生される。レベッカが入室してきてチャックは動揺する。ジミーはチャックを元気づけるための嘘の告白だったと主張し、録音の状況やチャックの病気について食い下がる。ジミーが、チャックの服のポケットに携帯電話の電池が長時間入っていたのに平気であったことを暴露して、チャックの病気が心因性であることが明らかになる。チャックは怒りを爆発させてジミーに対する反感をまくしたて、委員たちを驚かせる。 |      |                |            |               |                       |
| 6 | 26   | 別の名前で     | Off Brand  | 2017年5月15日 | 1.72                  |
| ジミーは弁護士資格を一年間停止されるだけで済み、キムと祝杯を挙げる。ジミーは余ったCM枠を販売するために、ソウル・グッドマンと名乗ってCM製作のCMを作る。チャックは家に閉じこもった後、自分を診察したクルーズ医師に電話する。ナチョはヘクターに強いられて、売り上げが不足した麻薬の売人を締める。ガスはヘクターとの合意通り、密輸した麻薬の一部をナチョに渡す。ガスとリディアは洗濯工場を視察する。ヘクターはナチョの反対を押し切り、新たな密輸ルートのためナチョの父親の商売を隠れ蓑にすると決める。ヘクターはトゥコが刑務所内で暴行を働いときいて発作を起こし、ナチョはヘクターの薬を一錠盗む。 |      |                |            |               |                       |
| 7 | 27   | やり繰り       | Expenses   | 2017年5月22日 | 1.65                  |
| ナチョはプライスに再会し、盗んだ薬と同じカプセルの入手を依頼する。マイクは子供の遊び場を整備するボランティア活動で、アニタという女性と知り合う。プライスにボディガードとなることを求められるが、マイクは断る。だがアニタの行方不明になった夫の話を聞いて変心し、プライスの依頼を引き受けてナチョに会う。父親が麻薬ビジネスに引きずり込まれないよう、ヘクターの薬をすり替えるつもりだと聞く。マイクは邪魔しないと言い、後で薬を戻しておくよう助言する。そしてナチョに一つ依頼をする。ジミーは処分の一部である公共奉仕をしながらCM枠を売ろうとするが、上手くいかない。キムはチャックにした仕打ちを悔やむ。ジミーは弁護士保険の代理店に行き、資格停止による返金を求める。だが返金は拒否され、資格停止により保険料は150%上がると宣告される。ジミーはノイローゼを装い、チャックの精神病の話をする。 |      |                |            |               |                       |
| 8 | 28   | 転倒           | Slip       | 2017年6月5日  | 1.63                  |
| フラッシュバックで、ジミーとマルコはジミーの父が昔所有していた店に忍び込み、希少なコインを回収する。ジミーはお人好し過ぎた父親を罵る。 現在、チャックは家で医者に会い、電磁波アレルギーが神経性である可能性を認めて克服しようとする。ハワードは弁護士保険に問題があることをチャックに伝える。ジミーはCM枠の販売に苦労し、支払いを渋る客の店で故意に転倒して怪我をする。レストランでキムはハワードと出会い、事務所の評判をとり戻すために苦労していると聞かされ、口論になる。キムは事務所に帰ってジミーから家賃の半分を受け取るが、ジミーの支払い能力を疑って自分の仕事を増やそうとする。後にジミーは公共奉仕中に、病気の子供に会いたいと言う麻薬ディーラーのために監督者を脅して700ドルを稼ぐ。ナチョはヘクターの薬をすり替える。マイクはナチョから聞いた情報をもとにヘクターが殺した善人(シーズン2第9話)の死体を見つけて警察に通報する。ガスに会い、ヘクターから盗んだ金のロンダリングを依頼する。 |      |                |            |               |                       |
| 9 | 29   | 転落           | Fall       | 2017年6月12日 | 1.47                  |
| ジミーはサンドパイパー訴訟の原告代表のアイリーンに会い、既に和解案が出されており、D&MとHHMが受諾すれば自分も100万ドル以上を受け取ることを知る。現金がすぐに欲しいジミーは受諾するようハワードを説得しようとするが、和解金のつり上げを狙うハワードは拒否する。ジミーはサンドパイパー原告たちに会い、アイリーンを孤立させて和解案を受け入れるよう工作する。ハワードとチャックは保険会社に会い、弁護士保険料の値上げかチャックを監督下に置くことを通告される。チャックが保険会社を訴えることを主張すると、ハワードはチャックに引退を勧告する。怒ったチャックはHHMを訴える。マイクはマネー・ロンダリングのために、リディアによってマドリガル社に雇用されて給与を受け取る。ナチョがヘクターの仕事をしていることを父親に白状し、ヘクターの言いなりになるよう懇願すると、父親は怒ってナチョを家から追い出す。キムは石油会社ガトウッド・オイルの依頼を引き受ける。過労でキムは交通事故を起こし怪我をする。 |      |                |            |               |                       |
| 10 | 30   | 灯り           | Lantern    | 2017年6月19日 | 1.85                  |
| キムは事故で腕を骨折し、しばらく弁護士の仕事から離れることにする。ジミーは事務所を手放すことを承知する。チャックはHHMから引退させられる。ヘクターはガスとの話し合いの最中に心臓発作を起こして倒れ、ナチョはヘクターの薬を元に戻す。ジミーはチャックと仲直りしようとするが、チャックに拒否される。ジミーはアイリーンの孤立を解消させるために自分の工作がバレるよう仕組み、サンドパイパーとの和解は中止される。チャックの電磁波アレルギー神経症は悪化し、家中の壁を壊して電気の使用を完全に止めようとする。遂には一線を超え、ガスランタンを倒して家は火に包まれる。 |      |                |            |               |                       |

### シーズン4
| 通算 話数 | シーズン 話数 | タイトル                               | 監督                     | 脚本                              | 放送日        | U.S.視聴者数 (百万人) |
| --- | ------------- | -------------------------------------- | ------------------------ | --------------------------------- | ------------- | --------------------- |
| 31 | 1             | "煙" "Smoke"                           | Minkie Spiro             | ピーター・グールド                | 2018年8月6日  | 1.77                  |
| 『ブレイキング・バッド』後、店で倒れたジミーは自分の正体がばれていないか心配する。 ジミーとキムはチャックの死を知らされ、ジミーは悲嘆にくれる。ハワードは自分がチャックを追い出したせいでチャックが自殺したと話し、これを聞いたジミーは元気を取り戻す。マイクはマネーロンダリングの金を自分に支払う：マドリガル社の保安を試す。ヘクターが倒れた後、ナチョはボスのボルサに面会して麻薬の仕事を引き継ぐ。 |               |                                        |                          |                                   |               |                       |
| 32 | 2             | "息の根" "Breath"                      | ミシェル・マクラーレン   | Thomas Schnauz                    | 2018年8月13日 | 1.55                  |
| ジミーはセールスマンの仕事を探して受かるが断り、面接で見かけた高価なフンメル人形を盗もうとする。チャックはわずか5千ドルをジミーに残し、キムはジミーの扱いをめぐってハワードをなじる。マイクはリディアの抗議にもかかわらず、マドリガル社の保安を試しつづけるという。ガスは優秀な医師をサラマンカの治療に送り込み、ナチョの仲間を殺し、サラマンカの発作を起こしたことを知っているとナチョを脅して密かに手下にする。 |               |                                        |                          |                                   |               |                       |
| 33 | 3             | "みんなめでたし" "Something Beautiful" | ダニエル・サックハイム   | Gordon Smith                      | 2018年8月20日 | 1.51                  |
| ジミーはフンメル人形を盗み出すようマイクに頼むが断られ、獣医を通して別の実行犯アイラを雇う。キムはメサ・ヴェルデの仕事を再開するが、野心的過ぎる拡張計画に懸念を覚える。ガスの手下は、銃撃戦でナチョだけが負傷しながら生き残ったように偽装して、ナチョとガスのつながりを隠す。サラマンカの手下がナチョを発見し、獣医に手当てさせる。輸送経路を狙われていると恐れたボルサは、アメリカ国内での麻薬製造をガスに指示し、ガスは化学者ゲイル・ベティカーに会う。キムは、優しい言葉にあふれたチャックからの手紙をジミーに見せる。 |               |                                        |                          |                                   |               |                       |
| 34 | 4             | "話せというから" "Talk"                | John Shiban              | Heather Marion                    | 2018年8月27日 | 1.53                  |
| キムに勧められた精神科医との面会を避けるため、ジミーは携帯電話の販売の仕事に就くが暇で仕方ない。キムは裁判所で判事につきまとう。マイクは、教会の遺族の会で嘘をつく男ヘンリーに気づく。サラマンカの手下が、偽りの銃撃戦でナチョを襲ったとされるギャングを全滅させる。ナチョは、勢力を広げようとするガスの計画に気づく。ガスはマイクを呼び出し、サラマンカの発作への関わりを問いただす。マイクは自分に頼みたい仕事は何かと尋ねる。 |               |                                        |                          |                                   |               |                       |
| 35 | 5             | "危ない橋" "Quite a Ride"              | Michael Morris           | Ann Cherkis                       | 2018年9月3日  | 1.53                  |
| 『ブレイキング・バッド』後、ソウルは身を隠す前に書類を始末し現金を持ち出す。 ジミーは足のつかないプリペイド携帯電話を街で売りさばくが、稼いだ金を強盗に奪われる。ジミーは不眠症に悩むハワードに出くわす。キムは複数の刑事裁判の弁護を無料で引き受け、メサ・ヴェルデの仕事をおざなりにして叱責される。マイクは密かに外国人の建築エンジニアを洗濯工場に案内し、秘密裏に地下に麻薬工場を建設するための評価をさせる。 |               |                                        |                          |                                   |               |                       |
| 36 | 6             | "ピニャータ" "Piñata"                  | アンドリュー・スタントン | Gennifer Hutchison                | 2018年9月10日 | 1.40                  |
| フラッシュバックで、ジミーと法学生のキムはHHMのメールルームで働く。現在、かつて遺言状を作成してやった老女が亡くなり、ジミーは悲しむ。メサ・ヴェルデと刑事裁判弁護の両方をこなすためにキムは弁護士事務所S&Cに入り、キムと二人の事務所を復活させたいジミーは失望する。HHMの評判が落ちてハワードは苦労する。ジミーはネイルサロンの奥の部屋を借り、強盗達を脅したうえで、再び街でプリペイド携帯電話を売りさばく。ガスとマイクは、万全の準備をした上で、地下工場を建設するドイツ人労働者たちを受け入れる。ガスは病床のヘクターを訪ね、すぐに殺さずに長く苦しませると語りかける。 |               |                                        |                          |                                   |               |                       |
| 37 | 7             | "馬鹿な真似" "Something Stupid"        | Deborah Chow             | Alison Tatlock                    | 2018年9月17日 | 1.35                  |
| 続く数か月の間、ジミーとキムは次第に疎遠となる。ジミーはソウル・グッドマンの名前でプリペイド携帯電話を売りさばき続け、キムと弁護士事務所を再開することを夢見るが、キムはS&Cで順調にメサ・ヴェルデの仕事と無償の刑事事件弁護を両立させる。販売を邪魔しようとした警察官をヒューエルが殴って逮捕され、ジミーはキムに解決を依頼する。ヘクターが回復し始めたため、ガスは雇った優秀な医師を返してヘクターの肉体の回復を不完全なままにする。地下工場の建設には遅れが生じ、マイクは労働者の揉め事を止める。 |               |                                        |                          |                                   |               |                       |
| 38 | 8             | "故郷の声" "Coushatta"                 | Jim McKay                | Gordon Smith                      | 2018年9月24日 | 1.37                  |
| ジミーはヒューエルの故郷行きの長距離バスに乗り、乗客たちに金を払ってヒューエルの減刑を嘆願する大量の手紙を書かせ、故郷の消印で裁判官に発送する。キムはS&Cの同僚を動員して検事の仕事を大幅に増やす。検事は手紙の差出人たちに電話をかけて確認するが、ジミーは偽のウェブサイトを準備し、かつてCM制作のために雇った連中たちに応答させる。検事はヒューエルの執行猶予を受け入れざるを得ず、キムは達成感を味わう。マイクは労働者たちを外に連れ出して息抜きをさせるが、もめ事を沈めている間に、監督のヴェルナーが酔って地下工場の構造を漏らしてしまう。回復したナチョの前にサラマンカ一族のラロが現れる。                                                                                                   |               |                                        |                          |                                   |               |                       |
| 39 | 9             | "おさらば" "Wiedersehen"               | ヴィンス・ギリガン       | Gennifer Hutchison                | 2018年10月1日 | 1.35                  |
| ジミーとキムは提出済みのメサ・ヴェルデの建築計画を変更するため詐欺行為を働く。ジミーは弁護士資格を復活させるための聴聞会に出席するが、不誠実とみなされて拒否される。キムはチャックのことを話さなかったからだと言う。ラロはナチョを連れてガスに会いに行く。ドイツ人達は邪魔な巨岩を爆破するが、ヴェルナーはホームシックになって逃げだす。 |               |                                        |                          |                                   |               |                       |
| 40 | 10            | "勝者" "Winner"                        | アダム・バーンスタイン   | ピーター・グールド&Thomas Schnauz | 2018年10月8日 | 1.53                  |
| フラッシュバックで、ジミーが弁護士になり、チャックがが喜ぶふりをしていた頃のことが描かれる。現在、チャックの一周忌でジミーは悲嘆にくれる偽装をする。チャックの名前で図書室を寄付し、チャックの名を冠した奨学金審査に出るが、万引きの過去により学生が不合格になるのを見る。ジミーは査問委員会でチャックからの最後の手紙を読みかけて止め、兄を賛美する。弁護士資格を取り戻したジミーははしゃいで今後はソウル・グッドマン(It's all good, man!)の名前を使うと言い、キムは困惑する。マイクはヴェルナーを捜し、立ち寄った送金業者から居所を突き止める。尾行するラロは送金業者を殺しヴェルナーを追う。マイクはドイツから呼び寄せた妻に会わせずに、ヴェルナーを殺す。ガスは完成間近の工場をゲイルに見せる。 |               |                                        |                          |                                   |               |                       |

### シーズン5
| 通算 話数 | シーズン 話数 | タイトル                                         | 監督                   | 脚本                              | 放送日        | U.S.視聴者数 (百万人) |
| --- | ------------- | ------------------------------------------------ | ---------------------- | --------------------------------- | ------------- | --------------------- |
| 41 | 1             | "魔術師" "Magic Man"                             | ブロンウェン・ヒューズ | ピーター・グールド                | 2020年2月23日 | 1.60                  |
| 『ブレイキング・バッド』後、かつてアルバカーキにいたことのあるタクシー運転手のジェフがジミーをソウル・グッドマンと見破る。ジミーはエドに電話して再び失踪を依頼するが、電話中に気を変える。ジミーは自分で問題を解決すると言う。 ジミーはソウル・グッドマンに改名し、偽のTVクルーを雇って検察との対決を宣伝し、怪しい地域でプリペイド携帯電話を無償で配りながら、弁護士として自分を売り込む。ジミーは司法取引を拒む依頼人を騙して受け入れさせるようキムに助言する。キムは躊躇しながら従ったのち、後悔する。ラロはメスの品質問題に気付きガスに面会する。ガスはヴェルナーがメスを盗んだために粗悪品を混ぜた結果だと説明し、ヴェルナーはメスのラボではなく冷蔵倉庫を建設していたように偽装する。建設を中断し、マイクにヴェルナーの部下たちを解放して帰郷させる。マイクは待機中の顧問報酬を断る。                             |               |                                                  |                        |                                   |               |                       |
| 42 | 2             | "50％オフ" "50% Off"                             | Norberto Barba         | Alison Tatlock                    | 2020年2月24日 | 1.06                  |
| ラロは体が不自由になったヘクターに会いに行き、ガスのことを尋ねる。ガスはナチョを脅してラロの信頼を得るよう命令する。クレイジー・エイトはドラッグを売る家で逮捕され、ナチョは警察が踏み込む前にドラッグを回収してラロの目の前で点を稼ぐ。ステイシーはマイクに孫娘のケイリーの子守を頼むが、マイクは父親の事を話したケイリーを怒鳴りつけてしまう。ジミーはキムを誘って売り家を見に行く。キムは自分の弁護案件にはかまわないでくれと頼む。弁護費用の50%オフを約束したジミーには依頼が殺到し、ジミーは策を弄して多くの司法取引をまとめる。裁判所を出たジミーを、ナチョが車の中に誘う。 |               |                                                  |                        |                                   |               |                       |
| 43 | 3             | "うってつけの男" "The Guy For This"              | Michael Morris         | Ann Cherkis                       | 2020年3月2日  | 1.18                  |
| ジミーはラロに会わされ、クレイジー・エイトの釈放を頼まれる。DEA(麻薬取締局)のハンク・シュレイダーとスティーブン・ゴメスを呼び、釈放と引き換えにクレイジー・エイトがハンクの情報提供者になるよう仕組み、逆にDEAを操ることができるとラロに伝える。ナチョはクレイジー・エイトの件をガスに教える。ジミーは自分が麻薬ビジネスに浸かり始めたことに気づく。ナチョは家族が町を離れるよう父親の店に高値の買い手を仕込むが、父親に見抜かれる。マイクはヴェルナーの件で落ち込み続ける。キムは無料弁護に専念する日ににメサ・ヴェルデの仕事に引き戻され、コールセンターの建設予定地で立ち退きを拒否する住民を説得するが、見透かされて拒否される。 |               |                                                  |                        |                                   |               |                       |
| 44 | 4             | "Namaste" "Namaste"                              | Gordon Smith           | Gordon Smith                      | 2020年3月9日  | 1.22                  |
| ジミーはハワードにHHMでの職を提供される。キムはメサ・ヴェルデにコールセンターの建設地を変更するよう求めるが拒否される。キムはジミーに頼み、立ち退きを拒否する住民にメサ・ヴェルデを訴えさせる。ジミーはボーリングのボールでハワードの高級車を傷つける。ガスは、DEAがクレイジー・エイトの情報通りに隠し場所で現金を見つけられるよう仕組む。マイクは孫のお守りを断られる。マイクは以前にもめたギャングにわざと叩きのめされ、刺されて気を失い見知らぬ家で目を覚ます。 |               |                                                  |                        |                                   |               |                       |
| 45 | 5             | "マックスに捧(ささ)ぐ" "Dedicado a Max"          | Jim McKay              | Heather Marion                    | 2020年3月16日 | 1.45                  |
| マイクはガスの所有するメキシコの牧場で目覚め、治療を受け静養に努めるよう言われる。数日後ガスが牧場に現れ、サラマンカ・ファミリーと戦うための兵士になるよう求める。ジミーは手練手管を使って立ち退き工事を妨害する。キムはコールセンターの件から外れさせてもらえない。メサ・ヴェルデのケヴィンはコールセンターを別の場所に移すことを拒否する。ジミーは私立探偵を雇いケヴィンの弱みを探る。キムはS&Cの上司のリッチにメサ・ヴェルデの担当を外れるよう言われる、しかしキムはスタッフの前で抗議する。 |               |                                                  |                        |                                   |               |                       |
| 46 | 6             | "ウェクスラー vs グッドマン" "Wexler v. Goodman" | Michael Morris         | Thomas Schnauz                    | 2020年3月23日 | 1.40                  |
| ジミーはメサ・ヴェルデを貶める広告を作らせるが、キムは立ち退きの和解を望む。ジミーは娼婦を使ってハワードに悪ふざけをしかける。ところが和解の場でジミーは法外な金額を要求し、広告を流すと言って脅しメサ・ヴェルデのロゴが著作権侵害であることを持ち出す。ケヴィンはジミーと二人だけで会い、穏当な金額で折り合う。その夜、キムは激怒してジミーに別れるか結婚を望む。ガスはナチョからラロが組織の情報をDEAに流していると聞かされ、今後はマイクに報告するよう言う。マイクはラロと送金業者殺人との関わりを警察に知らせて逮捕させる。 |               |                                                  |                        |                                   |               |                       |
| 47 | 7             | "金か正義か" "JMM"                               | Melissa Bernstein      | Alison Tatlock                    | 2020年3月30日 | 1.30                  |
| ジミーとキムは結婚する。キムはメサ・ヴェルデのケヴィンに直言して契約を守る。ナチョはジミーをラロの弁護士にする。ラロは逮捕された報復としてナチョにガスの店を放火するよう命じる。ガスはマドリガル社のCEOに、ラロを国内で始末すればカルテルとの戦争になると話す。マイクはジミーがラロを保釈できるよう助ける。ガスはナチョの内通を隠すため、ナチョとともに店の一つを燃やす。ジミーはラロの保釈を700万ドルで勝ち取る。ハワードはジミーが悪ふざけをしかけたことを知って仕事のオファーを取り下げ、ジミーを激怒させる。 |               |                                                  |                        |                                   |               |                       |
| 48 | 8             | "運び屋" "Bagman"                                | ヴィンス・ギリガン     | Gordon Smith                      | 2020年4月6日  | TBD                   |
| ラロは保釈金の700万ドルをジミーに取りに行くよう頼み、ジミーは10万ドルの報酬で引き受ける。砂漠の真ん中でラロの従弟たちから現金を受け取った後、帰る途中のジミーの車は男たちに囲まれて金を奪われ殺されそうになる。マイクが狙撃して男たちを殺すが一人は逃げる。マイクとジミーが街に帰る途中、被弾したジミーの車は動かなくなる。二人は逃げた男に追跡されながら砂漠を歩く。夜、マイクはジミーがカルテルにかかわりのないキムと結婚したことを責める。キムはラロにジミーの居場所を尋ねるが教えられない。二人は疲労の極に達し、ジミーは囮になって追跡者をおびき寄せ、マイクが殺す。二人は歩き続ける。 |               |                                                  |                        |                                   |               |                       |
| 49 | 9             | "悪い選択がもたらす道" "Bad Choice Road"         | Thomas Schnauz         | Thomas Schnauz                    | 2020年4月13日 | 1.51                  |
| ジミーとマイクはトラックストップにたどり着き、ガスの手下に拾われる。戻ったジミーはラロの保釈金を払い、ラロには車が故障して一人で砂漠を歩いたと嘘をつく。マイクから報告を受けたガスは、ボルサの雇ったコロンビアのギャングがジミーを襲ったと推測する。ジミーはキムから砂漠での出来事を隠すが、キムは銃弾の穴が空いたバッグの中に彼女の贈り物を見つける。人生を見つめなおしたキムは無料奉仕の弁護に集中するためにS&Cをやめる。ラロはナチョの車でメキシコに行こうとするが、ジミーの車の弾痕を見てアルバカーキに戻る。ラロはジミーのアパートに来て、キムの前で真実を聞き出そうと圧力を加える。マイクがラロの狙撃の用意をする中、キムはジミーの車はいたずらの射撃の的になっただけだと説明し、ラロにはジミー以外に信用できる人間がいないことを責める。ラロは去り、ナチョとともにメキシコに行くが、当初とは別の目的地を目指す。 |               |                                                  |                        |                                   |               |                       |
| 50 | 10            | "よほどの悪事" "Something Unforgivable"          | ピーター・グールド     | ピーター・グールド & Ariel Levine | 2020年4月20日 | TBD                   |
| ラロが去った後、ジミーはキムに砂漠で襲われたことを告白し、二人は安全のためにホテルに泊まる。マイクはラロがナチョを連れてチワワ州に行ったことを報告し、ガスはナチョにラロの暗殺を手伝わそうとする。裁判所でキムはハワードに出くわし、ジミーから受けたいたずらの件を聞かされて笑い飛ばす。ジミーはマイクから、ラロが暗殺される予定だと聞く。その夜、キムはハワードの話をジミーに聞かせる。ハワードを陥れ、サンドパイパーの訴訟を早期の和解に追い込んで大金を得ようとジミーに持ちかける。ラロはナチョを連れてチワワ州の自分の家に行き、アメリカでのビジネスを任せようとドン・エラディオに引き合わせる。夜、ナチョは門を開け、暗殺者を導き入れて自分は逃げる。ラロは暗殺者たちを倒すが、家の者は殺されナチョは見当たらない。                                                                                                |               |                                                  |                        |                                   |               |                       |

1. ↑  ブレイキング・バッドに登場
2. ↑  S4E10でヴェルナーが金を受け取った送金業者をマイクが調べた後をつけて殺人

### シーズン6
| Part 1 |    |                                       |                            |                               |               |      |
| 51 | 1  | "青き春は過ぎ" "Wine and Roses"       | Michael Morris             | ピーター・グールド            | 2022年4月18日 | 1.41 |
| 『ブレイキング・バッド』後、警察がソウル・グッドマンの豪邸から家財を押収する。 現在、メキシコでは、ナチョは傭兵をラロの家に引き入れて逃亡し、モーテルで2,3日身を隠すよう指示を受ける。カルテルはナチョを探す。ラロは負傷するも生き延び、世話を受けた夫妻を殺して口封じする。アメリカに戻る前に叔父ヘクターに電話をして死んだふりをすると話す。ガスに襲撃されたとの疑いを伝え、証拠を入手するためにメキシコに残る。アメリカでは、ガスとマイクはラロが殺されたと聞かされるが確信を持てない。ジミーとキムはハワードを陥れるため、ハワードがD&Mのクリフォード・メインとゴルフをするクラブに忍び込んでロッカーに白い粉を仕込む。 |    |                                       |                            |                               |               |      |
| 52 | 2  | "アメとムチ" "Carrot and Stick"       | ヴィンス・ギリガン         | Thomas Schnauz & Ariel Levine | 2022年4月18日 | 1.16 |
| メキシコでは、ナチョがサラマンカ・ファミリーに襲撃されるも、レオネル&マルコ兄弟が生け捕りにしようとしたために殺されず逃げおおせる。アメリカでは、マイクとガスの手下はナチョの家に押し入って金庫の中に手紙を仕込む。マイクはナチョの父親の偽IDを見つけて密かに持ち帰る。ガスは施設でヘクターに会い、その反応からラロが生存してると確信する。夜、ホアン・ボルサがナチョの家に押し入って金庫を開け、ナチョが滞在するモーテルの電話番号が書かれた手紙を見つける。ガスはナチョがサラマンカの手に落ちることを恐れ、ナチョの父親を連れて来るよう言うが、マイクは拒否する。ジミーは落ちぶれて小さな税務サービスを経営するケトルマン夫妻を訪問して、ハワードが薬物中毒であり弁護過誤の可能性があるという噂を広めさせる。夫妻は自分たちが利用されたことに気づいてハワードに暴露すると脅す。キムは夫妻が顧客の税還付金を横領したことをネタに脅迫し返して沈黙を守らせる。 |    |                                       |                            |                               |               |      |
| 53 | 3  | "万事休す" "Rock and Hard Place"      | Gordon Smith               | Gordon Smith                  | 2022年4月25日 | 1.16 |
| ナチョは父親の安全と引き換えにラロ襲撃の罪をかぶる約束の下、アメリカのガスのもとに戻る。ガスはナチョをホアン・ボルサ、ヘクター、そして双子に引き渡す。ナチョはガスではなくペルーのカルテルの頼みでラロ襲撃を手引きしたと嘘をつき、ヘクターの薬をすり替えたと告白し、自殺する。ジミーとキムはヒューエルにハワードの車のロック解除装置を作らせる。地区検事は保釈した容疑者がカルテルの大物のラロであったことを知り、免罪と引き換えにジミーがカルテルの情報を渡すようキムに提案する。何者かの車がジミーとキムを尾行する。 |    |                                       |                            |                               |               |      |
| 54 | 4  | "ピンチはチャンス" "Hit and Run"      | レイ・シーホーン           | Ann Cherkis                   | 2022年5月2日  | 1.16 |
| ジミーはハワードの変装をして彼の車を盗み、キムが呼び出したクリフォード・メインの目の前で娼婦のウェンディを車から追い出す演技をしてハワードの評判を貶める。ラロを弁護したことでジミーは裁判所で嫌われるも、スプージなど地元のギャングたちが弁護を求めて押しかけたために、ジミーはネイルサロンの奥のオフィスを追い出される。キムは尾行する車に気づいて問い詰める。マイクがキムに会い、ラロが生きており、ラロが接触しそうなジミーとキムを見張っていると説明する。ガスは手下たちにラロを探させ、警戒する。ジミーは新しいオフィスを探す。 |    |                                       |                            |                               |               |      |
| 55 | 5  | "アザだらけ" "Black and Blue"         | Melissa Bernstein          | Alison Tatlock                | 2022年5月9日  | 1.22 |
| ガスはラロの影におびえる。ラロはドイツに行き、ヴェルナーの未亡人マルガレーテの家でヴェルナーの工事の秘密を探る。ソウル・グッドマンとしてのジミーの新しいオフィスには顧客が押し寄せ、フランチェスカを受付に雇う。ハワードはクリフォード・メインから身に覚えのない悪行を責められ、ジミーの仕業と察する。ボクシングで対決し、調査員にジミーを調べさせる。 |    |                                       |                            |                               |               |      |
| 56 | 6  | "目には目を" "Axe and Grind"          | ジャンカルロ・エスポジート | Ariel Levine                  | 2022年5月16日 | 1.13 |
| 少女時代のキムは母親の万引き絡みの詐欺に加担させられる。現在、ソウルはキムと獣医のもとに行って向精神薬を手に入れ、裏家業の手帳の中に人消し屋の名刺を見つける。ハワードは私立探偵から、ジミーが大金を引き出したと知らされて違法行為を疑う。クリフォード・メインは貧乏人の弁護を引き受けるキムに感心し、サンタフェでの会合に出て基金を受け取るよう勧める。ジミーは俳優に元判事でサンドパイパーの調停人の偽装をさせて詐欺の準備を行うも、腕にギプスをした本人を見かけて狼狽する。キムは基金の会合に行くのを諦めて、ジミーを助けにアルバカーキに戻る。マイクはラロへの警戒を緩めるが、義理の娘と孫の家の周辺には警備を置き続けてガスの不興を買う。ラロは、ドイツでヴェルナーの元部下を見つけ、ガスが地下工場を建設させていたことを聞きだす。 |    |                                       |                            |                               |               |      |
| 57 | 7  | "計画と実行" "Plan and Execution"     | Thomas Schnauz             | Thomas Schnauz                | 2022年5月23日 | 1.19 |
| ジミーとキムは俳優にギプスをした元判事の偽装をさせ、ジミーと会う場面の写真を大学のチームに撮らせる。ジミーが仕組んでいた偽の私立探偵が、調停の直前に写真をハワードに見せて薬物を摂取させる。調停で、薬物の影響を受けたハワードは調停人である判事がジミーに通じていると非難するが、写真はすり替えられている。サンドパイパー側の代理人は和解額を引き下げ、調停人を怒らせ信頼を失ったハワードとクリフォード・メインは受け入れざるを得ない。ハワードはジミーとキムの家に来て自分を陥れた理由を問いただす。ラロは排水溝に隠れてガスの工場を探る。ヘクターに電話し、今夜ガスの工場を襲撃すると伝える。電話を盗聴していたマイクは警備を工場とガスの自宅に集中させる。盗聴を見破ったラロはジミーとキムの家に来て、居合わせたハワードを射殺する。 |    |                                       |                            |                               |               |      |
| Part 2 |    |                                       |                            |                               |               |      |
| 58 | 8  | "狙い撃ち" "Point and Shoot"          | ヴィンス・ギリガン         | Gordon Smith                  | 2022年7月11日 | 1.16 |
| ハワードを殺した直後、ラロはキムを人質に残してジミーにガスを殺しに行くよう命じる。だがジミーは自分とキムの役割を交換するようラロを説得する。キムはガスの家に向かい、ラロはジミーを縛り上げて自分は車で家を出る。ガスの家に着いたキムはマイクに確保されて事情を話す。マイクは手下を連れてキムの家に行く。その隙にラロは手薄になったクリーニング工場に忍び込む。ガスは、ジミーがラロを説得したと聞いて工場に行く。待ち受けていたラロはガスの手下たちを殺し、ガスに工場の地下の麻薬ラボ用の空間を案内させて、ドン・エラディオに見せる証拠の映像を撮る。ガスは隠しておいた銃でラロを殺す。マイクが工場に戻って負傷したガスの手当てをさせ、キムの家に行きハワードの麻薬中毒の末の自殺を偽装する。ジミーとキムに、この夜の出来事を誰にも話さないよう命じる。麻薬ラボの地下に、ハワードとラロの死体を埋める。 |    |                                       |                            |                               |               |      |
| 59 | 9  | "楽しい駆け引き" "Fun and Games"      | Michael Morris             | Ann Cherkis                   | 2022年7月18日 | 1.22 |
| マイクはキムの家でハワードの死の後始末をし、ジミーとキムは口をつぐむ。ガスはドン・エラディオに会いに行き、自分がラロの家を襲わせたというヘクターの告発を否定して認められる。マイクはナチョの死を父親に伝えるも、復讐は無用だと答えられる。海辺でハワードの車が発見されて警察は自殺と断じる。ジミーとキムはハワードの追悼会に行き、夫の薬物依存を信じない未亡人のシェリルと話す。罪悪感からキムは弁護士を辞め、ジミーのもとを去る。そこから年月が流れ、ジミーは豪邸に住み弁護士業を続ける。 |    |                                       |                            |                               |               |      |
| 60 | 10 | "迷子犬" "Nippy"                      | ミシェル・マクラーレン     | Alison Tatlock                | 2022年7月25日 | 1.20 |
| 『ブレイキング・バッド』後、オマハで身をひそめるジミーは偽の迷子犬のポスターを貼って、正体を見破られたタクシー運転手のジェフの母親のマリオンと知り合いになり、ジェフに「ゲーム」への参加を誘う。周到に準備を進め、ショッピングモールの警備員の気を引く間、ジェフとその友人にデパートで窃盗を働かせる。ことを終えたのち、自分を放っておかないと警察に通報すると二人を脅す。 |    |                                       |                            |                               |               |      |
| 61 | 11 | "ブレイキング・バッド" "Breaking Bad" | Thomas Schnauz             | Thomas Schnauz                | 2022年8月1日  | 1.34 |
| 『ブレイキング・バッド』の時期、ジミーはウォルター・ホワイト（ハイゼンベルク）とジェシー・ピンクマンに会う。ジミーの調査員であるマイクは、肺がんであるウォルターとは組まないよう忠告する。だがジミーはウォルターの勤める高校を訪れる。 『ブレイキング・バッド』後、オマハで潜伏するジミーは捜査対象となっているフランチェスカに電話してアルバカーキの状況を尋ね、キムが電話をしてきたと聞く。フロリダのキムに電話をかけたのち、ジミーは冷静さを失う。ジミーは再びジェフとその友人と組んで犯罪に手を染める。ジミーが標的を酔わせてはジェフが睡眠薬を盛って家に送り、友人が家に忍び込んで種々の書類の写真を撮り転売する行為を繰り返す。標的がガン患者であることを知ったジェフの友人は手を引き、ジェフの車で送られたジミーが自ら家に侵入する。 |    |                                       |                            |                               |               |      |
| 62 | 12 | "灌漑事業" "Waterworks"               | ヴィンス・ギリガン         | ヴィンス・ギリガン            | 2022年8月8日  | 1.32 |
| 『ブレイキング・バッド』の時期、キムはアルバカーキに行ってジミーと正式に離婚する。オフィスの外でジェシーに会う。 『ブレイキング・バッド』後、フロリダでパームコート・スプリンクラー社に勤めるキムに、オマハに潜伏中のジミーが電話をかけてくる。キムは自首を勧めて電話を切る。罪悪感からアルバカーキに飛んでハワードの未亡人シェリルに会って詫び、ジミーと二人でハワードを陥れたこと、ハワードがラロに目の前で殺されたことを記した供述書を検察に提出する。ジミーは、標的の家に侵入するも目を覚まされて危うく逃げ出す。家の前で待っていたジェフはパニックを起こして車をぶつけ、窃盗容疑で逮捕される。ジミーはマリオンにジェフを保釈させようとする。マリオンはジミーを疑って調べ正体を知る。ジミーに脅されて通報ボタンを押し、ジミーは逃走する。 |    |                                       |                            |                               |               |      |
| 63 | 13 | "さらばソウル" "Saul Gone"            | ピーター・グールド         | ピーター・グールド            | 2022年8月15日 | 1.80 |
| マイクとジミーが700万ドルを砂漠で運んだ時のフラッシュバックで、ジミーはタイムマシンがあれば何をするか質問する。マイクは初めて収賄をした時に戻りたいと言い、ジミーは多大な儲けを呼ぶ投資の機会があった時に戻りたいと言う。現在、ごみ箱の中に隠れるジミーは逮捕される。ジミーは自ら弁護士となり、弁護士となっている元検事のオークリーを呼び寄せて補助弁護人とする。検察側はマリー・シュレイダーを呼んでジミーを責め、終身刑の上にさらに刑期を重ねた求刑を示す。ジミーはウォルター・ホワイトに脅迫され強制されたことを強調して司法取引に持ち込み、刑期を7年に減らし快適な刑務所も指定する。キムがハワードの件で供述書を提出したことを知らされる。ウォルターとジミーが逃避行中のフラッシュバックで、ジミーはタイムマシンの質問をする。ウォルターは何を後悔するかの質問に変える。ウォルターはグレイマター社をやめたことだと言い、ジミーは転倒詐欺で膝を痛めたことだと言う。現在、ジミーはアルバカーキに護送される。キムがシェリルからの民事訴訟のリスクを抱えると聞く。ジミーは嘘の供述をしてキムを公判に呼び、ウォルターによる脅迫と強制を否定し、自らの積極的な犯罪関与を強調する。チャックの自殺につながる行動も供述する。検察側は司法取引を取り下げる。引きこもるチャックを訪れたときのフラッシュバックで、チャックは弁護士となったばかりのジミーに、別の道を選ぶよう望む。現在、86年の懲役を課されたジミーは、ADXモントローズ刑務所に収監される。「ソウルに電話しよう」のソウル・グッドマンだと気づかれて、囚人たちと親しくなる。キムは刑務所でジミーに面会し、一緒にタバコを吸う。 |    |                                       |                            |                               |               |      |

## スピンオフ
2022年5月23日、配信サービスAMC+において、若き日のジミーを描いた6話からなるアニメーション"Slippin' Jimmy"が配信された。

## 賞
| 年     | 賞                                                     | カテゴリー                                | 受賞者                                                                            | 結果       |
| ------ | ------------------------------------------------------ | ----------------------------------------- | --------------------------------------------------------------------------------- | ---------- |
| 2015   | 5th Critics' Choice Television Awards                  | ドラマシリーズ部門主演男優賞              | ボブ・オデンカーク                                                                | 受賞       |
| 2015   | 5th Critics' Choice Television Awards                  | ドラマシリーズ助演男優賞                  | ジョナサン・バンクス                                                              | 受賞       |
| 2015   | 31st TCA Awards                                        | 新番組賞                                  | 『ベター・コール・ソウル』                                                        | 受賞       |
| 2015   | 31st TCA Awards                                        | ドラマ個人特別賞                          | ボブ・オデンカーク                                                                | ノミネート |
| 2015   | 第67回プライムタイム・エミー賞                         | ドラマシリーズ部門作品賞                  | 『ベター・コール・ソウル』                                                        | ノミネート |
| 2015   | 第67回プライムタイム・エミー賞                         | ドラマシリーズ主演男優賞                  | ボブ・オデンカーク                                                                | ノミネート |
| 2015   | 第67回プライムタイム・エミー賞                         | ドラマシリーズ部門助演男優賞              | ジョナサン・バンクス                                                              | ノミネート |
| 2015   | 第67回プライムタイム・エミー賞                         | ドラマシリーズ部門脚本賞                  | ゴードン・スミス (『警官』)                                                       | ノミネート |
| 2015   | 第67回クリエイティブ・エミー賞                         | ドラマシリーズ部門シングルカメラ編集賞    | ケリー・ディクソン (『警官』)                                                     | ノミネート |
| 2015   | 第67回クリエイティブ・エミー賞                         | ドラマシリーズ部門シングルカメラ編集賞    | ケリー・ディクソン & クリス・マッカレブ (『マルコ』)                              | ノミネート |
| 2015   | 第67回クリエイティブ・エミー賞                         | ドラマシリーズ部門音響ミキシング賞        | フィリップ・パーマー、ラリー・ベンジャミン、ケヴィン・ヴァレンタイン (『マルコ』) | ノミネート |
| 2015   | AFIアワード 2015                                       | テレビドラマ部門                          | 『ベター・コール・ソウル』                                                        | 受賞       |
| 2016   | サテライト賞                                           | 作品賞(ドラマシリーズ部門)                | 『ベター・コール・ソウル』                                                        | 受賞       |
| 2016   | サテライト賞                                           | 主演男優賞(ドラマシリーズ部門)            | ボブ・オデンカーク                                                                | ノミネート |
| 2016   | サテライト賞                                           | 助演男優賞                                | ジョナサン・バンクス                                                              | ノミネート |
| 2016   | サテライト賞                                           | 助演女優賞                                | レイ・シーホーン                                                                  | 受賞       |
| 2016   | 全米脚本家組合賞                                       | ドラマシリーズ脚本賞                      | 『ベター・コール・ソウル』                                                        | ノミネート |
| 2016   | 全米脚本家組合賞                                       | 新シリーズ脚本賞                          | 『ベター・コール・ソウル』                                                        | ノミネート |
| 2016   | 全米脚本家組合賞                                       | エピソード脚本賞                          | ヴィンス・ギリガン & ピーター・グールド (『駆け出し』)                            | 受賞       |
| 2016   | 全米映画俳優組合賞                                     | 全米映画俳優組合賞男優賞 (ドラマシリーズ) | ボブ・オデンカーク                                                                | ノミネート |
| 2016   | 第73回ゴールデングローブ賞                             | 男優賞(ドラマ部門)                        | ボブ・オデンカーク                                                                | ノミネート |
| 2016   | 第67回プライムタイム・エミー賞                         | ドラマシリーズ部門作品賞                  | 『ベター・コール・ソウル』                                                        | ノミネート |
| 2016   | 第67回プライムタイム・エミー賞                         | ドラマシリーズ部門主演男優賞              | ボブ・オデンカーク                                                                | ノミネート |
| 2016   | 第67回プライムタイム・エミー賞                         | ドラマシリーズ部門助演男優賞              | ジョナサン・バンクス                                                              | ノミネート |
| 2016   | 7th Critics' Choice Television Awards                  | ドラマシリーズ部門作品賞                  | 『ベター・コール・ソウル』                                                        | ノミネート |
| 2016   | 7th Critics' Choice Television Awards                  | ドラマシリーズ部門主演男優賞              | ボブ・オデンカーク                                                                | 受賞       |
| 2016   | 7th Critics' Choice Television Awards                  | ドラマシリーズ部門助演男優賞              | マイケル・マッキーン                                                              | ノミネート |
| 2017   | サテライト賞                                           | 作品賞(ドラマシリーズ部門)                | 『ベター・コール・ソウル』                                                        | ノミネート |
| 2017   | サテライト賞                                           | 主演男優賞(ドラマシリーズ部門)            | ボブ・オデンカーク                                                                | ノミネート |
| 2017   | サテライト賞                                           | 助演男優賞                                | ジョナサン・バンクス                                                              | ノミネート |
| 2017   | サテライト賞                                           | 助演女優賞                                | レイ・シーホーン                                                                  | 受賞       |
| 2017   | 第74回ゴールデングローブ賞                             | 男優賞(ドラマ部門)                        | ボブ・オデンカーク                                                                | ノミネート |
| 2017   | 第69回プライムタイム・エミー賞                         | ドラマシリーズ部門作品賞                  | 『ベター・コール・ソウル』                                                        | ノミネート |
| 2017   | 第69回プライムタイム・エミー賞                         | ドラマシリーズ部門主演男優賞              | ボブ・オデンカーク                                                                | ノミネート |
| 2017   | 第69回プライムタイム・エミー賞                         | ドラマシリーズ部門助演男優賞              | ジョナサン・バンクス                                                              | ノミネート |
| 2017   | 第69回プライムタイム・エミー賞                         | ドラマシリーズ部門監督賞                  | ヴィンス・ギリガン 『目撃者』                                                     | ノミネート |
| 2017   | 第69回プライムタイム・エミー賞                         | ドラマシリーズ部門脚本賞                  | Gordon Smith 『まやかし』                                                         | ノミネート |
| 2018   | 全米映画俳優組合賞                                     | 全米映画俳優組合賞男優賞 (ドラマシリーズ) | ボブ・オデンカーク                                                                | ノミネート |
| 2018   | 第75回ゴールデングローブ賞                             | 男優賞(ドラマ部門)                        | ボブ・オデンカーク                                                                | ノミネート |
| 2019年 | 第71回プライムタイム・エミー賞                         | ドラマシリーズ部門作品賞                  | 『ベター・コール・ソウル』                                                        | ノミネート |
| 2019年 | 第71回プライムタイム・エミー賞                         | ドラマシリーズ部門主演男優賞              | ボブ・オデンカーク                                                                | ノミネート |
| 2019年 | 第71回プライムタイム・エミー賞                         | ドラマシリーズ部門助演男優賞              | ジョナサン・バンクス                                                              | ノミネート |
| 2019年 | 第71回プライムタイム・エミー賞                         | ドラマシリーズ部門助演男優賞              | ジャンカルロ・エスポジート                                                        | ノミネート |
| 2019年 | 第71回プライムタイム・エミー賞                         | ドラマシリーズ部門脚本賞                  | ピーター・グールド 『勝者』                                                       | ノミネート |
| 2020年 | 第72回プライムタイム・エミー賞                         | ドラマシリーズ部門作品賞                  | 『ベター・コール・ソウル』                                                        | ノミネート |
| 2020年 | 第72回プライムタイム・エミー賞                         | ドラマシリーズ部門助演男優賞              | ジャンカルロ・エスポジート                                                        | ノミネート |
| 2020年 | 第72回プライムタイム・エミー賞                         | ドラマシリーズ部門脚本賞                  | Thomas Schnauz 『悪い選択がもたらす道』                                           | ノミネート |
| 2020年 | 第72回プライムタイム・エミー賞                         | ドラマシリーズ部門脚本賞                  | Gordon Smith 『運び屋』                                                           | ノミネート |
| 2021年 | 第78回ゴールデングローブ賞                             | 男優賞(ドラマ部門)                        | ボブ・オデンカーク                                                                | ノミネート |
| 2022年 | 38th TCA Awards                                        | 番組賞                                    | 『ベター・コール・ソウル』                                                        | ノミネート |
| 2022年 | 38th TCA Awards                                        | ドラマ特別賞                              | 『ベター・コール・ソウル』                                                        | ノミネート |
| 2022年 | 38th TCA Awards                                        | 個人特別賞                                | ボブ・オデンカーク                                                                | ノミネート |
| 2022年 | 38th TCA Awards                                        | 個人特別賞                                | レイ・シーホーン                                                                  | ノミネート |
| 2022年 | 2nd Hollywood Critics Association TV Awards            | 最優秀ケーブルドラマシリーズ              | 『ベター・コール・ソウル』                                                        | 受賞       |
| 2022年 | 2nd Hollywood Critics Association TV Awards            | 主演男優賞放送・ケーブルドラマ部門        | ボブ・オデンカーク                                                                | 受賞       |
| 2022年 | 2nd Hollywood Critics Association TV Awards            | 助演男優賞放送・ケーブルドラマ部門        | ジャンカルロ・エスポジート                                                        | 受賞       |
| 2022年 | 2nd Hollywood Critics Association TV Awards            | 助演男優賞放送・ケーブルドラマ部門        | ジョナサン・バンクス                                                              | ノミネート |
| 2022年 | 2nd Hollywood Critics Association TV Awards            | 助演男優賞放送・ケーブルドラマ部門        | マイケル・マンド                                                                  | ノミネート |
| 2022年 | 2nd Hollywood Critics Association TV Awards            | 助演女優賞放送・ケーブルドラマ部門        | レイ・シーホーン                                                                  | 受賞       |
| 2022年 | 第74回プライムタイム・クリエイティブ・アーツ・エミー賞 | 音楽監督賞                                | Thomas Golubic                                                                    | ノミネート |
| 2022年 | 第74回プライムタイム・クリエイティブ・アーツ・エミー賞 | 音楽編集賞コメディ・ドラマ部門            | Nick Forshanger ら                                                                | ノミネート |
| 2022年 | 第74回プライムタイム・クリエイティブ・アーツ・エミー賞 | サウンドミキシング・コメディ・ドラマ部門  | Larry Benjaminら                                                                  | ノミネート |
| 2022年 | 第74回プライムタイム・エミー賞                         | ドラマシリーズ部門作品賞                  | 『ベター・コール・ソウル』                                                        | ノミネート |
| 2022年 | 第74回プライムタイム・エミー賞                         | 主演男優賞(ドラマ部門)                    | ボブ・オデンカーク                                                                | ノミネート |
| 2022年 | 第74回プライムタイム・エミー賞                         | 主演女優賞(ドラマ部門)                    | レイ・シーホーン                                                                  | ノミネート |
| 2022年 | 第74回プライムタイム・エミー賞                         | 脚本賞(ドラマ部門)                        | Thomas Schnauz 『計画と実行』                                                     | ノミネート |
| 2023年 | 第80回ゴールデングローブ賞                             | TVドラマシリーズ部門作品賞                | 『ベター・コール・ソウル』                                                        | ノミネート |
| 2023年 | 第80回ゴールデングローブ賞                             | 男優賞(TVドラマ部門)                      | ボブ・オデンカーク                                                                | ノミネート |
| 2024年 | 第75回プライムタイム・エミー賞                         | ドラマシリーズ部門作品賞                  | 『ベター・コール・ソウル』                                                        | ノミネート |
| 2024年 | 第75回プライムタイム・エミー賞                         | 主演男優賞(ドラマシリーズ部門)            | ボブ・オデンカーク                                                                | ノミネート |
| 2024年 | 第75回プライムタイム・エミー賞                         | 助演女優賞(ドラマシリーズ部門)            | レイ・シーホーン                                                                  | ノミネート |
| 2024年 | 第75回プライムタイム・エミー賞                         | 脚本賞(ドラマシリーズ部門)                | Gordon Smith『狙い撃ち』                                                          | ノミネート |
| 2024年 | 第75回プライムタイム・エミー賞                         | 脚本賞(ドラマシリーズ部門)                | ピーター・グールド『さらばソウル』                                                | ノミネート |